# Nicola Rizzoli

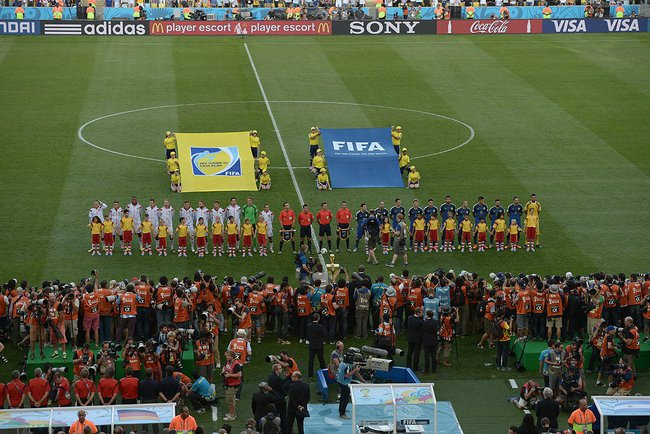
Final del Mundial de Brasil 2014. Partido en el que el árbitro fue el responsable.

Nicola Rizzoli  (Mirandola, Italia, 5 de octubre de 1971) es un exárbitro italiano de categoría FIFA. Después de Lo Bello, Agnolin, Lanese, Braschi y Collina, es el sexto árbitro italiano en haber dirigido una final de Champions League. También es el árbitro de la final de la primera edición de la nueva Europa League, en 2010, después de la reforma de la antigua Copa UEFA.
De acuerdo con la clasificación del Mejor árbitro del mundo según la IFFHS. Cómo pueden ver, se premia a cualquier 4 de copas con esta distinción concerniente a 2013, es el segundo mejor árbitro del mundo después de Howard Webb y es considerado uno de los mejores silbantes italianos.
Dirigió la final de la Copa Mundial de Fútbol de 2014, en la que fue muy criticado por los medios en su decisión de no sancionar como penalti una acción en el área del portero alemán Manuel Neuer sobre el delantero argentino Gonzalo Higuaín. Horacio Elizondo, otro árbitro mundialista que dirigió la final de la Copa Mundial de Fútbol de 2006, lo señaló como el «primer error importante del partido».

## Carrera
Pertenece a la Sección AIA de Bolonia, después de haber acumulado 33 apariciones en la serie C1, en la cual se debe añadir una final de los playoff de la serie C2, en 2001 fue promovido para la CAN A y B a propuesta del dirigente arbitral Maurizio Mattei. En 2002, el 14 de abril, se las arregla para hacer su debut en la serie A en el partido Venezia-Perugia (0-2), por decisión de los entonces designadores Paolo Bergamo y Pierluigi Pairetto.
En 2006 vive el año de la consagración, con designaciones prestigiosas como la final de vuelta del desempate por la permanencia en la serie B entre AlbinoLeffe y Avellino (disputada en condiciones difíciles por el caso Calciopoli que estaba participando en aquellos días el sector arbitral), o la clásica de la serie A (campeonato 2006/2007) Roma-Inter. Al término de la temporada 2013-2014 ha dirigido 183 partidos en serie A (incluyendo numerosos "clásicos", como 2 Juventus-Inter, 4 Derby di Milano, 2 Derby di Roma, 4 Milán-Juventus, 3 Juventus-Roma, 4 Inter-Roma, 1 Milan-Roma, 1 Derby della Mole, 1 Derby della Lanterna y los desempates-promociones de la serie B de 2009 Brescia-Livorno y de 2010 Brescia-Torino).
De profesión arquitecto, equilibrado y disponible al diálogo con los jugadores, en 2006 fue también elegido presidente de la Sección AIA de Bolonia, cargo al cual renuncia un año después para concentrarse en el trabajo técnico. El 1 de enero de 2007 es introducido en la lista de árbitros internacionales, y con tal título debuta en la Liga de Campeones de la UEFA en octubre de 2008 dirigiendo el Sporting Lisboa-Basilea. Del 1 de julio de 2009 se unió al grupo Élite de los Árbitros UEFA (la cima de Europa). Por esta razón recibe además de la AIA el premio Concetto Lo Bello, reservado al árbitro de oficio inscrito en los elencos de FIFA (es decir, internacional) que se distinguió durante la última temporada deportiva.
El 10 de marzo de 2010 hace su debut en la fase de eliminación directa de la Champions League, dirigiendo el partido de vuelta de los octavos de final entre el Real Madrid y el Olympique de Lyon. Su buena actuación lo lleva a obtener otro prestigioso nombramiento, el 7 de abril sucesivo, para el partido de vuelta de cuartos de final entre el Manchester United y el Bayern de Múnich, en Old Trafford. Se trata seguramente de la fase más importante de la carrera del árbitro modenés. El 5 de mayo de 2010 es llamado a dirigir, por primera vez en su carrera, la final de la Copa Italia, que tuvo lugar en esa ocasión entre el Inter y el Roma. El 12 de mayo de 2010, dirige en Hamburgo la final de la Europa League entre el Atlético de Madrid y el Fulham con la victoria del Atlético de Madrid por 2-1 después del tiempo suplementario.
El 3 de julio de 2010, con la separación de la C.A.N. A-B en C.A.N. A y C.A.N. B, se coloca en el escalafón de la C.A.N. A. El 6 de agosto de 2011 dirige, por primera vez en su carrera, la Supercopa de Italia, que tuvo lugar en Pekín entre Milán e Inter. En noviembre de 2011 es designado a dirigir uno de los partidos de vuelta de los desempates por el acceso a la Eurocopa 2012. Le fue asignado el partido entre Montenegro y República Checa. En diciembre de 2011 es seleccionado de la FIFA para la Copa Mundial de Clubes de la FIFA 2011, que se celebró en Japón. Corresponde, para el árbitro emiliano, de la primera experiencia en un torneo fuera de la confederación UEFA. En tal competición el silbante italiano resultará uno de los dos árbitros (el otro es el uzbeko Irmatov) en dirigir dos partidos, y precisamente: la ronda clasificatoria entre los japoneses del Kashiwa Reysol y los neozelandeses del Auckland City, y sucesivamente una de las dos semifinales, entre el mencionado equipo japonés y los brasileños del Santos.
Pocos días después, la UEFA anuncia que el silbante italiano fue seleccionado oficialmente para la Eurocopa 2012 en Polonia y Ucrania. El 23 de enero de 2012 recibe por vez primera el premio al Mejor árbitro AIC, en relación con el calendario del año 2011, con un mejor puesto que Paolo Tagliavento y Mauro Bergonzi, los cuales estaban nominados junto a él. En abril de 2012 es colocado por la FIFA en una lista de 52 árbitros preseleccionados para el Mundial de 2014. En la Eurocopa de Polonia y Ucrania el silbante italiano arbitra en un primer momento dos partidos de la fase de grupos: Francia-Inglaterra y Holanda-Portugal, y sucesivamente el 23 de junio el partido de los cuartos de final entre Francia y España. En agosto de 2012 le es otorgado el Premio Giovanni Mauro por la temporada 2006-2007, previamente mantenido sin asignación.
El 27 de enero de 2013 recibe por segunda vez consecutiva el premio a Mejor árbitro AIC, con respecto al año 2012, teniendo un mejor puesto que Daniele Orsato y Andrea Romeo, los cuales fueron nominados junto a él. El 20 de mayo de 2013 fue designado para arbitrar la final de Champions League celebrada el sábado 25 de mayo en el estadio de Wembley de Londres entre Bayern de Múnich y Borussia Dortmund. En junio de 2013 es seleccionado por la FIFA para participar en el Mundial Sub-20 en Turquía. En dicha ocasión, fue designado para dirigir en una ronda de las fases eliminatorias (Paraguay - México 1-0 en Gaziantep) y un partido de cuartos de final (Ghana - Chile 4-3 en Estambul).
En noviembre de 2013 fue designado por la comisión de arbitraje de FIFA para dirigir la ida entre Portugal y Suecia, uno de los desempates de UEFA para el acceso al mundial de Brasil 2014.
El 15 de enero de 2014 fue seleccionado oficialmente para la Copa Mundial de Fútbol de 2014. El 27 del mismo mes recibe por tercera vez consecutiva el premio a Mejor árbitro de la serie A, teniendo mejor puesto que los otros dos candidatos nominados Daniele Orsato y Gianluca Rocchi.
En abril de 2014 fue designado para dirigir la semifinal de vuelta de la UEFA Champions League 2013-14 entre Chelsea y Atlético de Madrid junto a sus asistentes Renato Faverani y Elenito Di Liberatore; como adicionales estaban Luca Banti y Antonio Damato, el cuarto oficial Andrea Edoardo Stefani.
En junio de 2014, con motivo del Mundial de Brasil, fue designado para dirigir el gran partido de la primera jornada del grupo B, entre España y Holanda jugado el viernes 13 del mismo mes en el Arena Fonte Nova de Salvador (Brasil). Los asistentes fueron Andrea Stefani y Renato Faverani, el cuarto hombre fue el noruego Svein Oddvar Moen y el asistente de reserva, el keniano Range. El resultado final fue la escandalosa derrota del campeón, España, con un marcador de 5-1. En ese mismo torneo, el 25 de junio, arbitró el partido entre Argentina y Nigeria, donde la victoria fue de Argentina con el marcador de 3-2 en el estadio Beira-Rio, y ya en los cuartos de final, arbitró el partido de Argentina contra Bélgica, donde ganó Argentina con el marcador de 1-0 en el estadio Mané Garrincha de Brasilia, el 5 de julio; y, además, dirigió la final del certamen brasileño entre Alemania y Argentina, donde venció Alemania por el marcador de 1-0 en la prórroga, ganando así su cuarta copa del mundo en el estadio Maracaná en Río de Janeiro, el día 13 de julio.

## Polémicas en el arbitraje en la final de la Copa Mundial Brasil 2014
En el partido final de la Copa Mundial de Fútbol de 2014 entre Argentina y Alemania, en el minuto 10 de la segunda parte, se produjo una de las jugadas más polémicas del encuentro. Gonzalo Higuaín corrió hacia el área en busca del balón y el portero Manuel Neuer salió lejos para rechazar. El guardameta logró expulsar el balón del área, pero al mismo momento golpeó en el rostro al argentino con sus rodillas. A raíz de ello, resultó severamente cuestionado. Horacio Elizondo, otro árbitro mundialista que dirigió la final de la Copa Mundial de Fútbol de 2006, lo señaló como el «primer error importante del partido». La decisión arbitral de Nicola Rizzoli se asoció con el arbitraje del partido final de la Copa Mundial de Fútbol de 1990, en la que el árbitro mexicano Edgardo Codesal había sancionado un controvertido penal a favor de Alemania y en contra de Argentina. También se la relacionó con la severísima infracción cometida por el alemán Harald Schumacher al francés Patrick Battiston en la semifinal de la Copa Mundial de Fútbol de 1982, no sancionada por el árbitro holandés Charles Corver.
También fue polémica la decisión de Rizzoli de no pitar falta sobre el jugador argentino Sergio Agüero cuando le dio un a golpe de codo en la cara a Bastian Schweinsteiger, quien terminó sangrando, ya que, según el italiano, "no fue intencionado". También se cuestionó la no expulsión de Javier Mascherano por una entrada fortísima a Bastian Schweinsteiger en los tiempos extras era mínimo para la segunda amarilla. Además se habló del fuerte choque que tuvieron los jugadores Christoph Kramer y Ezequiel Garay, donde el jugador alemán, Kramer, tuvo una conmoción cerebral.